# Zimmern (Stebbach)
Zimmern ist eine vollständige Ortswüstung auf der Gemarkung von Stebbach, einem Ortsteil der Gemeinde Gemmingen im Landkreis Heilbronn im nördlichen Baden-Württemberg. Auf der einstigen Gemarkung von Zimmern befindet sich die Burg Streichenberg. Der Ort wurde im Spätmittelalter aufgegeben.

## Schriftquellen
Zimmern wurde um 800 erstmals im Lorscher Codex erwähnt, wobei es in der Gemminger Mark lokalisiert wird.  Abgesehen von zwei späteren Nennungen der Kirche im 15. und 16. Jahrhundert findet sich die letzte Erwähnung der Siedlung im Jahre 1287.

## Archäologische Ausgrabungen
Grabungen des Landesdenkmalamtes Baden-Württemberg haben 1968–70 umfangreiche Keramikfunde sowie die baulichen Überreste der steinernen Kirche und verschiedener hölzerner Wohnhäuser des Ortes freigelegt. Gemäß der aufgefundenen Keramik datiert die Besiedlung des Ortes auf das ausgehende 7. oder frühe 8. Jahrhundert. Die Wohnhäuser und die erste Kirche des Ortes wurden in einschiffiger Pfostenbauweise als ebenerdige Holzhäuser mit einer Länge von sieben bis elf Metern errichtet. Wegen aufgefundener Ofenkacheln ist anzunehmen, dass die anfängliche Beheizung der Wohnhäuser durch offenes Feuer sich im Hochmittelalter zur Beheizung mit Kachelöfen gewandelt hat.
Die Scheunen scheinen baulich von den Wohnhäusern getrennt gewesen zu sein. Anstelle der damals noch nicht gebräuchlichen Unterkellerung wurden eingegrabene Nebengebäude als Arbeitshäuser zur Gewebeherstellung oder zur Aufbewahrung von verderblichen Vorräten errichtet (sog. Grubenhäuser). "Die in ihnen gefundenen Webgewichte und Spinnwirtel legen die Vermutung nahe, daß sie überwiegend der Wollebearbeitung und Tuchherstellung dienten."

## Kirche und Friedhof
Die ursprünglich hölzerne Kirche des Ortes wurde später durch einen steinernen Saalbau mit eingezogenem Rechteckchor ersetzt. Insgesamt konnten vier Bauphasen differenziert werden. Etwa um die Mitte des 13. Jahrhunderts wurde der Chor durch einen Chorturm ersetzt. Um die Kirche lag ein Friedhof, der gegenüber den umliegenden Siedlungsbereichen nicht klar abgegrenzt wurde. Einige Gräber wurden durch jüngere Siedlungsreste gestört. Die Kirche dürfte noch einige Zeit bestanden haben, nachdem das Dorf bereits verlassen war.

## Funde
Wie bei mittelalterlichen Wüstungen es normalerweise der Fall ist bestand das Fundmaterial überwiegend aus Keramik, wobei die Scherben regional produzierter Gefäße das Fundbild bestimmen.
Unter dem Chorturm der jüngsten Bauphase der Kirche war ein ca. 37 × 20 × 18 cm großes Holzkästchen deponiert, das völlig mit verzierten Beinplättchen besetzt war, die auch eine Reparatur erkennen lassen. Stilistisch wurde das Kästchen in die Zeit des 8. bis 10. Jahrhunderts datiert. Es hatte wohl bereits ein hohes Alter, als es in der Kirche vergraben wurde.